# Copa del Caribe de 2010
La Copa del Caribe 2010 fue la XVI versión de la Copa del Caribe. Inició el 2 de octubre y finalizó con la final del Campeonato Digicel del Caribe que tuvo lugar en Martinica el 5 de diciembre de 2010. Los primeros cuatro clasificados jugaron la Copa de Oro de la Concacaf 2011.
Siete equipos de la Unión Caribeña de Fútbol no participaron: Aruba, Bermuda, Bahamas, Guayana Francesa, Islas Turcas y Caicos, Islas Vírgenes Estadounidenses y Sint Maarten.

## Primera Fase de Clasificación
Quince selecciones abrieron la competencia en tres grupos de cuatro equipos cada uno y un grupo de tres, los partidos se disputaron en Puerto Rico, San Vicente y las Granadinas, Surinam y República Dominicana. Luego, los campeones de grupo y los dos mejores subcampeones avanzaron a la segunda ronda.

### Grupo A
La sede fue  Puerto Rico.
| País         | J | G | E | P | GF | GC | GD | Pts |
| ------------ | - | - | - | - | -- | -- | -- | --- |
| Puerto Rico  | 3 | 3 | 0 | 0 | 7  | 1  | +6 | 9   |
| Islas Caimán | 3 | 1 | 1 | 1 | 5  | 4  | +1 | 4   |
| Anguila      | 3 | 1 | 0 | 2 | 4  | 8  | -4 | 3   |
| Saint-Martin | 3 | 0 | 1 | 2 | 2  | 5  | -3 | 1   |

| 2 de octubre de 2010 | Saint-Martin | 1–1     | Islas Caimán        | Estadio Juan Ramón Loubriel, Bayamón                       |                                                            |
|                      | Virgile 55'  | Reporte | P. Brown 24' (pen.) | Asistencia: 600 espectadores Árbitro(s): Courtney Campbell | Asistencia: 600 espectadores Árbitro(s): Courtney Campbell |

| 2 de octubre de 2010 | Puerto Rico                     | 3–1     | Anguila                  | Estadio Juan Ramón Loubriel, Bayamón                    |                                                         |
|                      | Hansen 28' · Megaloudis 32' 81' | Reporte | A. Richardson 52' (pen.) | Asistencia: 2,050 espectadores Árbitro(s): Kevin Thomas | Asistencia: 2,050 espectadores Árbitro(s): Kevin Thomas |

| 4 de octubre de 2010 | Islas Caimán                                         | 4–1     | Anguila    | Estadio Juan Ramón Loubriel, Bayamón               |                                                    |
|                      | M. Ebanks 45+2' (pen.) 48' · Wood 56' · P. Brown 58' | Reporte | Brooks 33' | Asistencia: 500 espectadores Árbitro(s): Lee Davis | Asistencia: 500 espectadores Árbitro(s): Lee Davis |

| 4 de octubre de 2010 | Puerto Rico              | 2–0     | Saint-Martin | Estadio Juan Ramón Loubriel, Bayamón                       |                                                            |
|                      | Krause 25' · Arrieta 79' | Reporte |              | Asistencia: 1,800 espectadores Árbitro(s): Valdin Legister | Asistencia: 1,800 espectadores Árbitro(s): Valdin Legister |

| 6 de octubre de 2010 | Anguila                 | 2–1     | Saint-Martin | Estadio Juan Ramón Loubriel, Bayamón               |                                                    |
|                      | Brooks 16' · Rogers 37' | Reporte | Virgile 14'  | Asistencia: 500 espectadores Árbitro(s): Lee Davis | Asistencia: 500 espectadores Árbitro(s): Lee Davis |

| 6 de octubre de 2010 | Puerto Rico                   | 2–0     | Islas Caimán | Estadio Juan Ramón Loubriel, Bayamón                         |                                                              |
|                      | Megaloudis 25' · Figueroa 88' | Reporte |              | Asistencia: 3.800 espectadores Árbitro(s): Courtney Campbell | Asistencia: 3.800 espectadores Árbitro(s): Courtney Campbell |

### Grupo B
Los partidos se jugaron en  San Vicente y las Granadinas.
En el grupo B tres selecciones quedaron empatados con cinco puntos cada uno, San Cristóbal y Nieves, San Vicente y las Granadinas y Barbados. Pero San Cristóbal y Nieves anotó un total de dos goles en sus partidos contra San Vicente y Barbados con el par de empates de 1-1, mientras que San Vicente y Barbados sólo consiguieron un gol en sus partidos contra los tres equipos. Eso puso a San Cristóbal y Nieves en la punta del grupo mientras que San Vicente dejó atrás a Barbados en el diferencial de goles de todos los partidos del grupo.
| País                         | J | G | E | P | GF | GC | GD  | Pts |
| ---------------------------- | - | - | - | - | -- | -- | --- | --- |
| San Cristóbal y Nieves       | 3 | 1 | 2 | 0 | 6  | 2  | +4  | 5   |
| San Vicente y las Granadinas | 3 | 1 | 2 | 0 | 8  | 1  | +7  | 5   |
| Barbados                     | 3 | 1 | 2 | 0 | 6  | 1  | +5  | 5   |
| Montserrat                   | 3 | 0 | 0 | 3 | 0  | 16 | -16 | 0   |

| 6 de octubre de 2010 | Barbados         | 1–1     | San Cristóbal y Nieves | Victoria Park, Kingstown                                 |                                                          |
|                      | Ra. Williams 14' | Reporte | G. Isaac 62'           | Asistencia: 250 espectadores Árbitro(s): Jermain Elskamp | Asistencia: 250 espectadores Árbitro(s): Jermain Elskamp |

| 6 de octubre de 2010 | San Vicente y las Granadinas                                                        | 7–0     | Montserrat | Victoria Park, Kingstown                                  |                                                           |
|                      | S. Samuel 26' (pen.) 27' 67' · Francis 56' · Stewart 64' · Balcombe 70' · Snagg 89' | Reporte |            | Asistencia: 5.000 espectadores Árbitro(s): Antonius Pinas | Asistencia: 5.000 espectadores Árbitro(s): Antonius Pinas |

| 8 de octubre de 2010 | Montserrat | 0–5     | Barbados                                                    | Victoria Park, Kingstown                                |                                                         |
|                      |            | Reporte | Forde 18' 82' · Ri. Williams 36' · Adamson 52' · Atkins 90' | Asistencia: 350 espectadores Árbitro(s): Antonius Pinas | Asistencia: 350 espectadores Árbitro(s): Antonius Pinas |

| 8 de octubre de 2010 | San Vicente y las Granadinas | 1–1     | San Cristóbal y Nieves | Victoria Park, Kingstown                                   |                                                            |
|                      | James 73'                    | Reporte | Francis 40'            | Asistencia: 4.000 espectadores Árbitro(s): Javier Jauregui | Asistencia: 4.000 espectadores Árbitro(s): Javier Jauregui |

| 10 de octubre de 2010 | San Cristóbal y Nieves                 | 4–0     | Montserrat | Victoria Park, Kingstown                                   |                                                            |
|                       | Saddler 17' 31' · Gumbs 20' · Lake 90' | Reporte |            | Asistencia: 1.100 espectadores Árbitro(s): Jermain Elskamp | Asistencia: 1.100 espectadores Árbitro(s): Jermain Elskamp |

| 10 de octubre de 2010 | San Vicente y las Granadinas | 0–0     | Barbados | Victoria Park, Kingstown                                   |                                                            |
|                       |                              | Reporte |          | Asistencia: 5.420 espectadores Árbitro(s): Javier Jauregui | Asistencia: 5.420 espectadores Árbitro(s): Javier Jauregui |

### Grupo C
Los partidos se jugaron en  Surinam.
| País                  | J | G | E | P | GF | GC | GD | Pts |
| --------------------- | - | - | - | - | -- | -- | -- | --- |
| Guyana                | 3 | 3 | 0 | 0 | 6  | 2  | +4 | 9   |
| Surinam               | 3 | 2 | 0 | 1 | 4  | 4  | 0  | 6   |
| Antillas Neerlandesas | 3 | 0 | 1 | 2 | 5  | 7  | -2 | 1   |
| Santa Lucía           | 3 | 0 | 1 | 2 | 3  | 5  | -2 | 1   |

| 13 de octubre de 2010 | Guyana    | 1–0     | Santa Lucía | André Kamperveen Stadion, Paramaribo               |                                                    |
|                       | Bourne 9' | Reporte |             | Asistencia: 500 espectadores Árbitro(s): Lee Davis | Asistencia: 500 espectadores Árbitro(s): Lee Davis |

| 13 de octubre de 2010 | Surinam                           | 2–1     | Antillas Neerlandesas | André Kamperveen Stadion, Paramaribo                  |                                                       |
|                       | Vlijter 37' · Aloema 90+1' (pen.) | Reporte | Pauletta 81'          | Asistencia: 800 espectadores Árbitro(s): Bryan Willet | Asistencia: 800 espectadores Árbitro(s): Bryan Willet |

| 15 de octubre de 2010 | Antillas Neerlandesas            | 2–3     | Guyana                              | André Kamperveen Stadion, Paramaribo                   |                                                        |
|                       | Anastatia 74' (pen.) · Kunst 84' | Reporte | Peters 15' · Abrams 45' · Moore 57' | Asistencia: 750 espectadores Árbitro(s): James Matthew | Asistencia: 750 espectadores Árbitro(s): James Matthew |

| 15 de octubre de 2010 | Surinam                          | 2–1     | Santa Lucía | André Kamperveen Stadion, Paramaribo                       |                                                            |
|                       | Rijssel 14' · Vlijter 38' (pen.) | Reporte | Polius 77'  | Asistencia: 750 espectadores Árbitro(s): Ignatius Baptiste | Asistencia: 750 espectadores Árbitro(s): Ignatius Baptiste |

| 17 de octubre de 2010 | Santa Lucía   | 2–2     | Antillas Neerlandesas               | André Kamperveen Stadion, Paramaribo                    |                                                         |
|                       | Polius 7' 36' | Reporte | Trenidad 30' · Anastatia 89' (pen.) | Asistencia: 2.800 espectadores Árbitro(s): Bryan Willet | Asistencia: 2.800 espectadores Árbitro(s): Bryan Willet |

| 17 de octubre de 2010 | Surinam | 0–2     | Guyana                            | André Kamperveen Stadion, Paramaribo                 |                                                      |
|                       |         | Reporte | Moore 17' (pen.) · Millington 90' | Asistencia: 2.800 espectadores Árbitro(s): Lee Davis | Asistencia: 2.800 espectadores Árbitro(s): Lee Davis |

### Grupo D
Los partidos se jugaron en  República Dominicana. El partido República Dominicana vs Islas Vírgenes Británicas estaba programado para el 13 de octubre, pero se pospuso un día debido a la llegada tardía del equipo de las Islas Vírgenes Británicas.
| País                      | J | G | E | P | GF | GC | GD  | Pts |
| ------------------------- | - | - | - | - | -- | -- | --- | --- |
| Dominica                  | 2 | 2 | 0 | 0 | 11 | 0  | +11 | 6   |
| República Dominicana      | 2 | 1 | 0 | 1 | 17 | 1  | +16 | 3   |
| Islas Vírgenes Británicas | 2 | 0 | 0 | 2 | 0  | 27 | -27 | 0   |

| 14 de octubre de 2010 | República Dominicana | 17–0    | Islas Vírgenes Británicas | Estadio Panamericano, San Cristóbal                   |                                                       |
|                       | Batista 5' 67' 68' 72' 79' · Peralta 22' 43' 77' · Navarro 26' 47' 81' · Reynoso 61' 73' · Severino 64' · Ozuna 82' 90' · Frechilla 90+1' | Reporte |                           | Asistencia: 200 espectadores Árbitro(s): Jesus Lebrón | Asistencia: 200 espectadores Árbitro(s): Jesus Lebrón |

| 15 de octubre de 2010 | Islas Vírgenes Británicas | 0–10    | Dominica                                                                         | Estadio Panamericano, San Cristóbal                    |                                                        |
|                       |                           | Reporte | Joseph 1' 11' 13' · Benjamin 48' 71' 81' 84' 85' · C. Bertrand 55' · Jervier 87' | Asistencia: 200 espectadores Árbitro(s): Javier Santos | Asistencia: 200 espectadores Árbitro(s): Javier Santos |

| 17 de octubre de 2010 | República Dominicana | 0–1     | Dominica    | Estadio Panamericano, San Cristóbal                   |                                                       |
|                       |                      | Reporte | Derrick 71' | Asistencia: 600 espectadores Árbitro(s): Jesus Lebrón | Asistencia: 600 espectadores Árbitro(s): Jesus Lebrón |

## Segunda Fase de Clasificación
Se conformó con los campeones y subcampeones de grupo de la ronda anterior junto con los anfitriones de la segunda ronda (Antigua y Barbuda, Granada y Trinidad y Tobago), así como con los equipos ya preseleccionados (Cuba, Guadalupe y Haití), en tres grupos de cuatro equipos cada uno, de los cuales el campeón y los subcampeones calificaron  para la fase final.

### Grupo A
Los partidos se jugaron en  Granada.
| País                   | J | G | E | P | GF | GC | GD | Pts |
| ---------------------- | - | - | - | - | -- | -- | -- | --- |
| Guadalupe              | 3 | 3 | 0 | 0 | 8  | 3  | +5 | 9   |
| Granada                | 3 | 2 | 0 | 1 | 5  | 4  | +1 | 6   |
| San Cristóbal y Nieves | 3 | 1 | 0 | 2 | 2  | 4  | -2 | 3   |
| Puerto Rico            | 3 | 0 | 0 | 3 | 3  | 7  | -4 | 0   |

| 22 de octubre de 2010 | San Cristóbal y Nieves | 1–2     | Guadalupe                   | National Stadium, Saint George                         |                                                        |
|                       | Francis 83' (pen.)     | Reporte | Gendrey 12' · Lambourde 87' | Asistencia: 300 espectadores Árbitro(s): Trevor Taylor | Asistencia: 300 espectadores Árbitro(s): Trevor Taylor |

| 22 de octubre de 2010 | Granada                    | 3–1     | Puerto Rico | National Stadium, Saint George |                               |
|                       | Bain 44' 68' · Charles 80' | Reporte | Nieves 81'  | Árbitro(s): Enrico Wijngaarde  | Árbitro(s): Enrico Wijngaarde |

| 24 de octubre de 2010 | Guadalupe                           | 3–2     | Puerto Rico                   | National Stadium, Saint George                             |                                                            |
|                       | Gendrey 1' · Gotin 10' · Auvray 58' | Reporte | Megaloudis 67' · Villegas 78' | Asistencia: 200 espectadores Árbitro(s): Ignatius Baptiste | Asistencia: 200 espectadores Árbitro(s): Ignatius Baptiste |

| 24 de octubre de 2010 | Granada       | 2–0     | San Cristóbal y Nieves | National Stadium, Saint George                            |                                                           |
|                       | Facey 15' 30' | Reporte |                        | Asistencia: 4.786 espectadores Árbitro(s): Kevin Morrison | Asistencia: 4.786 espectadores Árbitro(s): Kevin Morrison |

| 26 de octubre de 2010 | Puerto Rico | 0–1     | San Cristóbal y Nieves | National Stadium, Saint George |                            |
|                       |             | Reporte | Francis 90+1'          | Árbitro(s): Kevin Morrison     | Árbitro(s): Kevin Morrison |

| 26 de octubre de 2010 | Granada | 0–3     | Guadalupe                   | National Stadium, Saint George |                               |
|                       |         | Reporte | Tacita 3' 79' · Gendrey 69' | Árbitro(s): Enrico Wijngaarde  | Árbitro(s): Enrico Wijngaarde |

### Grupo B
Los partidos se jugaron en  Trinidad y Tobago.
| País                         | J | G | E | P | GF | GC | GD | Pts |
| ---------------------------- | - | - | - | - | -- | -- | -- | --- |
| Trinidad y Tobago            | 3 | 3 | 0 | 0 | 12 | 3  | +9 | 9   |
| Guyana                       | 3 | 1 | 1 | 1 | 3  | 2  | +1 | 4   |
| Haití                        | 3 | 1 | 1 | 1 | 3  | 5  | -2 | 4   |
| San Vicente y las Granadinas | 3 | 0 | 0 | 3 | 3  | 11 | -8 | 0   |

| 2 de noviembre de 2010 | Haití | 0–0     | Guyana | Manny Ramjohn Stadium, Marabella                         |                                                          |
|                        |       | Reporte |        | Asistencia: 1.100 espectadores Árbitro(s): Trevor Taylor | Asistencia: 1.100 espectadores Árbitro(s): Trevor Taylor |

| 2 de noviembre de 2010 | Trinidad y Tobago                                     | 6–2     | San Vicente y las Granadinas | Manny Ramjohn Stadium, Marabella                         |                                                          |
|                        | Jorsling 2' 35' 59' · Baptiste 57' 67' · Hector 90+3' | Reporte | S. Samuel 21' · Stewart 43'  | Asistencia: 1.100 espectadores Árbitro(s): Dave Peterkin | Asistencia: 1.100 espectadores Árbitro(s): Dave Peterkin |

| 4 de noviembre de 2010 | San Vicente y las Granadinas | 1–3     | Haití                                     | Manny Ramjohn Stadium, Marabella                             |                                                              |
|                        | S. Samuel 64'                | Reporte | Norde 45' · Saint-Preux 61' · Charles 83' | Asistencia: 1.100 espectadores Árbitro(s): Courtney Campbell | Asistencia: 1.100 espectadores Árbitro(s): Courtney Campbell |

| 4 de noviembre de 2010 | Trinidad y Tobago          | 2–1     | Guyana      | Manny Ramjohn Stadium, Marabella                           |                                                            |
|                        | Peltier 34' · Jorsling 42' | Reporte | Beveney 78' | Asistencia: 1.100 espectadores Árbitro(s): Valdin Legister | Asistencia: 1.100 espectadores Árbitro(s): Valdin Legister |

| 6 de noviembre de 2010 | Guyana                       | 2–0     | San Vicente y las Granadinas | Manny Ramjohn Stadium, Marabella                       |                                                        |
|                        | Millington 57' · Cameron 81' | Reporte |                              | Asistencia: 850 espectadores Árbitro(s): Trevor Taylor | Asistencia: 850 espectadores Árbitro(s): Trevor Taylor |

| 6 de noviembre de 2010 | Trinidad y Tobago                          | 4–0     | Haití | Manny Ramjohn Stadium, Marabella                           |                                                            |
|                        | Hector 4' 31' · Jorsling 7' · Baptiste 29' | Reporte |       | Asistencia: 850 espectadores Árbitro(s): Courtney Campbell | Asistencia: 850 espectadores Árbitro(s): Courtney Campbell |

### Grupo C
Los partidos se jugaron en  Antigua y Barbuda.
| País              | J | G | E | P | GF | GC | GD | Pts |
| ----------------- | - | - | - | - | -- | -- | -- | --- |
| Cuba              | 3 | 1 | 2 | 0 | 7  | 5  | +2 | 5   |
| Antigua y Barbuda | 3 | 1 | 2 | 0 | 2  | 1  | +1 | 5   |
| Surinam           | 3 | 1 | 1 | 1 | 9  | 5  | +4 | 4   |
| Dominica          | 3 | 0 | 1 | 2 | 2  | 9  | -7 | 1   |

| 10 de noviembre de 2010 | Cuba                                                            | 4–2     | Dominica         | Recreation Ground, Saint John                              |                                                            |
|                         | Coroneaux 9' · R. Fernández 20' · Y. Colomé 27' · Hernández 35' | Reporte | Benjamin 11' 87' | Asistencia: 500 espectadores Árbitro(s): Stanley Lancaster | Asistencia: 500 espectadores Árbitro(s): Stanley Lancaster |

| 10 de noviembre de 2010 | Antigua y Barbuda         | 2–1     | Surinam        | Recreation Ground, Saint John                             |                                                           |
|                         | Burton 17' · Cochrane 64' | Reporte | Emanuelson 33' | Asistencia: 4.000 espectadores Árbitro(s): Kevin Morrison | Asistencia: 4.000 espectadores Árbitro(s): Kevin Morrison |

| 12 de noviembre de 2010 | Surinam                                 | 3–3     | Cuba                                      | Recreation Ground, Saint John                              |                                                            |
|                         | Christoph 7' · Rijssel 49' · Garden 81' | Reporte | Coroneaux 45' · Cervantes 65' · Ramos 88' | Asistencia: 400 espectadores Árbitro(s): Courtney Campbell | Asistencia: 400 espectadores Árbitro(s): Courtney Campbell |

| 12 de noviembre de 2010 | Antigua y Barbuda | 0–0     | Dominica | Recreation Ground, Saint John                           |                                                         |
|                         |                   | Reporte |          | Asistencia: 5.637 espectadores Árbitro(s): Lewin Purser | Asistencia: 5.637 espectadores Árbitro(s): Lewin Purser |

| 14 de noviembre de 2010 | Dominica | 0–5     | Surinam                                                                    | Recreation Ground, Saint John                              |                                                            |
|                         |          | Reporte | Kwasie 45' · Vlijter 46' · Limón 56' · Emanuelson 75' · Rijssel 87' (pen.) | Asistencia: 500 espectadores Árbitro(s): Stanley Lancaster | Asistencia: 500 espectadores Árbitro(s): Stanley Lancaster |

| 14 de noviembre de 2010 | Antigua y Barbuda | 0–0     | Cuba | Recreation Ground, Saint John                              |                                                            |
|                         |                   | Reporte |      | Asistencia: 500 espectadores Árbitro(s): Courtney Campbell | Asistencia: 500 espectadores Árbitro(s): Courtney Campbell |

## Fase Final
Martinica y el campeón defensor del título (Jamaica), entraron en la tercera ronda, que comenzó el 26 de noviembre en Martinica, conformando dos grupos de cuatro equipos. La fase final determinó a los cuatro semifinalistas que representaron al Caribe en la Copa de Oro de la Concacaf 2011.

### Fase de grupos

#### Grupo A
| Pos. | Equipo            | Pts. | PJ | G | E | P | GF | GC | Dif. | Clasificación |
| ---- | ----------------- | ---- | -- | - | - | - | -- | -- | ---- | ------------- |
| 1    | Cuba              | 7    | 3  | 2 | 1 | 0 | 3  | 0  | +3   | Segunda fase  |
| 2    | Granada           | 5    | 3  | 1 | 2 | 0 | 2  | 1  | +1   | Segunda fase  |
| 3    | Trinidad y Tobago | 3    | 3  | 1 | 0 | 2 | 1  | 3  | −2   |               |
| 4    | Martinica (H)     | 1    | 3  | 0 | 1 | 2 | 1  | 3  | −2   |               |

 Fuente: 
| 26 de noviembre de 2010 | Trinidad y Tobago | 0–2     | Cuba                        | Stade Pierre-Aliker, Fort-de-France                          |                                                              |
|                         |                   | Reporte | J. Colomé 23' · Linares 79' | Asistencia: 5.000 espectadores Árbitro(s): Stanley Lancaster | Asistencia: 5.000 espectadores Árbitro(s): Stanley Lancaster |

| 26 de noviembre de 2010 | Martinica        | 1–1     | Granada  | Stade Pierre-Aliker, Fort-de-France                      |                                                          |
|                         | Goron 79' (pen.) | Reporte | Bain 29' | Asistencia: 6.000 espectadores Árbitro(s): Raymond Bogle | Asistencia: 6.000 espectadores Árbitro(s): Raymond Bogle |

| 28 de noviembre de 2010 | Granada  | 1–0     | Trinidad y Tobago | Stade Pierre-Aliker, Fort-de-France                |                                                    |
|                         | Bain 69' | Reporte |                   | Asistencia: 500 espectadores Árbitro(s): Hugo Cruz | Asistencia: 500 espectadores Árbitro(s): Hugo Cruz |

| 28 de noviembre de 2010 | Martinica | 0–1     | Cuba        | Stade Pierre-Aliker, Fort-de-France                    |                                                        |
|                         |           | Reporte | Márquez 28' | Asistencia: 500 espectadores Árbitro(s): Trevor Taylor | Asistencia: 500 espectadores Árbitro(s): Trevor Taylor |

| 30 de noviembre de 2010 | Cuba | 0–0     | Granada | Stade Pierre-Aliker, Fort-de-France                      |                                                          |
|                         |      | Reporte |         | Asistencia: 2.000 espectadores Árbitro(s): Raymond Bogle | Asistencia: 2.000 espectadores Árbitro(s): Raymond Bogle |

| 30 de noviembre de 2010 | Martinica | 0–1     | Trinidad y Tobago | Stade Pierre-Aliker, Fort-de-France |                                |
|                         |           | Reporte | Hector 47'        | Asistencia: 2.000 espectadores      | Asistencia: 2.000 espectadores |

#### Grupo B
| Pos. | Equipo            | Pts. | PJ | G | E | P | GF | GC | Dif. | Clasificación |
| ---- | ----------------- | ---- | -- | - | - | - | -- | -- | ---- | ------------- |
| 1    | Jamaica           | 9    | 3  | 3 | 0 | 0 | 9  | 1  | +8   | Segunda fase  |
| 2    | Guadalupe         | 4    | 3  | 1 | 1 | 1 | 2  | 3  | −1   | Segunda fase  |
| 3    | Antigua y Barbuda | 3    | 3  | 1 | 0 | 2 | 2  | 4  | −2   |               |
| 4    | Guyana            | 1    | 3  | 0 | 1 | 2 | 1  | 6  | −5   |               |

 Fuente: 
| 27 de noviembre de 2010 | Guyana        | 1–1     | Guadalupe | Stade En Camée, Rivière-Pilote                       |                                                      |
|                         | D. Jacobs 86' | Reporte | Loval 70' | Asistencia: 2.500 espectadores Árbitro(s): Lee Davis | Asistencia: 2.500 espectadores Árbitro(s): Lee Davis |

| 27 de noviembre de 2010 | Jamaica                        | 3–1     | Antigua y Barbuda | Stade En Camée, Rivière-Pilote                               |                                                              |
|                         | Shelton 14' 37' · Richards 40' | Reporte | Gregory 48'       | Asistencia: 3.000 espectadores Árbitro(s): Enrico Wijngaarde | Asistencia: 3.000 espectadores Árbitro(s): Enrico Wijngaarde |

| 29 de noviembre de 2010 | Antigua y Barbuda | 1–0     | Guyana | Stade En Camée, Rivière-Pilote                               |                                                              |
|                         | Gregory 69'       | Reporte |        | Asistencia: 3.000 espectadores Árbitro(s): Enrico Wijngaarde | Asistencia: 3.000 espectadores Árbitro(s): Enrico Wijngaarde |

| 29 de noviembre de 2010 | Guadalupe | 0–2     | Jamaica                     | Stade En Camée, Rivière-Pilote                          |                                                         |
|                         |           | Reporte | Francis 53' · Johnson 90+3' | Asistencia: 3.000 espectadores Árbitro(s): Walter López | Asistencia: 3.000 espectadores Árbitro(s): Walter López |

| 1 de diciembre de 2010 | Guadalupe     | 1–0     | Antigua y Barbuda | Stade En Camée, Rivière-Pilote                          |                                                         |
|                        | Lambourde 41' | Reporte |                   | Asistencia: 3.000 espectadores Árbitro(s): Walter López | Asistencia: 3.000 espectadores Árbitro(s): Walter López |

| 1 de diciembre de 2010 | Guyana | 0–4     | Jamaica                                    | Stade En Camée, Rivière-Pilote                       |                                                      |
|                        |        | Reporte | Richards 42' · Morgan 49' 75' · Vernan 90' | Asistencia: 3.000 espectadores Árbitro(s): Hugo Cruz | Asistencia: 3.000 espectadores Árbitro(s): Hugo Cruz |

### Fase de eliminación directa
|  | Semifinales                    | Semifinales                    |       |                                | Final                          | Final |  |
|  |                                |                                |       |                                |                                |       |  |
|  |                                |                                |       |                                |                                |       |  |
|  | Fort-de-France, 3 de diciembre |                                |       |                                |                                |       |  |
|  | Cuba                           | 1                              |       |                                |                                |       |  |
|  | Guadalupe                      | 2                              |       |                                |                                |       |  |
|  |                                |                                |       |                                |                                |       |  |
|  |                                |                                |       |                                | Fort-de-France, 5 de diciembre |       |  |
|  |                                |                                |       |                                | Guadalupe                      | 1 (4) |  |
|  |                                | Jamaica (p)                    | 1 (5) |                                |                                |       |  |
|  |                                |                                |       |                                |                                |       |  |
|  |                                |                                |       |                                |                                |       |  |
|  |                                |                                |       |                                | Tercer lugar                   |       |  |
|  | Fort-de-France, 3 de diciembre | Fort-de-France, 3 de diciembre |       | Fort-de-France, 5 de diciembre | Fort-de-France, 5 de diciembre |       |  |
|  | Jamaica                        | 2                              |       | Cuba                           | 1                              |       |  |
|  | Granada                        | 1                              |       |                                | Granada                        | 0     |  |

#### Semifinales
| 3 de diciembre de 2010 | Cuba          | 1:2 (1:0) | Guadalupe                   | Stade Municipal Pierre-Aliker, Fort-de-France, Martinica |                               |
|                        | Cervantez 34' |           | Gendrey 55' · Lambourde 78' | Árbitro(s): Enrico Wijngaarde                            | Árbitro(s): Enrico Wijngaarde |

| 3 de diciembre de 2010 | Jamaica                             | 2:1 (1:1) (t. s.) | Granada        | Stade Municipal Pierre-Aliker, Fort-de-France |                                      |
|                        | Dane Richards 7' · Kithson Bain 96' |                   | Troy Smith 13' | Árbitro(s): Trevor Taylor (Barbados)          | Árbitro(s): Trevor Taylor (Barbados) |

#### Tercer lugar
| 5 de diciembre de 2010 | Cuba                  | 1:0 (1:0) | Granada | Stade Municipal Pierre-Aliker, Fort-de-France |                                       |
|                        | Roberto Balmaseda 12' |           |         | Árbitro(s): Walter Lopez (Costa Rica)         | Árbitro(s): Walter Lopez (Costa Rica) |

#### Final
| 5 de diciembre de 2010 | Guadalupe                                               | 1:1 (1:1, 1:1) (t. s.)(4–5 p.) | Jamaica                                      | Stade Municipal Pierre-Aliker, Fort-de-France, Martinica |                               |
|                        | Gotin 36'                                               |                                | Cummings 32'                                 | Árbitro(s): Enrico Wijngaarde                            | Árbitro(s): Enrico Wijngaarde |
|                        |                                                         | Tiros desde el punto penal     |                                              |                                                          |                               |
|                        | Clavier · Gendrey · Collet · Antoine-Curier · Lambourde |                                | Austin · Shelton · Woodbine · Vernan · Smith |                                                          |                               |

| Bandera de Jamaica |
| Jamaica 5º título  |

## Clasificados a laCopa de Oro de la Concacaf 2011
| Bandera de Jamaica | Bandera de Guadalupe (Francia) | Bandera de Cuba | Bandera de Granada |
| Jamaica            | Guadalupe                      | Cuba            | Granada            |
| ------------------ | ------------------------------ | --------------- | ------------------ |

## Goleadores
| Jugador                | Selección                    | Goles |
| ---------------------- | ---------------------------- | ----- |
| Kurlson Benjamin       | Dominica                     | 7     |
| Darly Batista          | República Dominicana         | 5     |
| Devon Jorsling         | Trinidad y Tobago            | 5     |
| Kithson Bain           | Granada                      | 5     |
| Shandel Samuel         | San Vicente y las Granadinas | 5     |
| Christopher Megaloudis | Puerto Rico                  | 4     |
| Grégory Grendey        | Guadalupe                    | 4     |
| Hector Hughton         | Trinidad y Tobago            | 4     |
| Domingo Peralta        | República Dominicana         | 3     |
| Dane Richards          | Jamaica                      | 3     |
| Inoel Navarro González | República Dominicana         | 3     |
| Ives Arno Vlijter      | Surinam                      | 3     |
| Jevon Francis          | San Cristóbal y Nieves       | 3     |
| Jean-Luc Lambourde     | Guadalupe                    | 3     |
| Kerry Baptiste         | Trinidad y Tobago            | 3     |
| Mitchell Joseph        | Dominica                     | 3     |
| Stefano Rodney Rijssel | Surinam                      | 3     |
| Zaccheus Polius        | Santa Lucía                  | 3     |